# Lingwa de Planeta
Lingwa de Planeta (Kurzformen: Lidepla, LdP, als ISO 639-3 Kennung bei SIL International als LDL vorgeschlagen) ist ein Plansprachenprojekt, das im Jahre 2006 von einer Gruppe aus Sankt Petersburg vorgestellt wurde. 

## Geschichte
Im Rahmen einer Konferenz in Sankt Petersburg wurde am 1. Juni 2010 die sogenannte Basic Edition of LdP (Regelwerk) als verbindlich und unveränderlich festgelegt. Lidepla basiert auf dem Vokabular der am meisten gesprochenen Sprachen der Erde: Englisch, Deutsch, Französisch, Spanisch, Portugiesisch, Chinesisch, Russisch, Hindi, Arabisch und Persisch und legt seinen Fokus auf die gesprochene Anwendung. 

## Idee
Die Autoren dieses Sprachprojekts sind der Überzeugung, dass sich in Zukunft eine Weltverständigungssprache herausbilden wird, die Merkmale der weitverbreitetsten Sprachen in sich vereinigen wird. Lingwa de Planeta wird als Prototyp einer solchen Sprache verstanden.
Durch die Einbeziehung der wichtigen nichteuropäischen Sprachen wird versucht, dem Prinzip der Neutralität Rechnung zu tragen. Die Einbeziehung von Elementen aus vielen Nationalsprachen wird als wichtiger psychologischer Faktor angesehen, der die Akzeptanz einer solchen Sprache verbessern wird. Alle Sprachelemente basieren auf natürlichen Sprachen, wobei die ursprüngliche Form weitgehend beibehalten wird. Weder werden Wörter erfunden, noch solche aus toten Sprachen wiederbelebt.
Neues Vokabular; insbesondere aber nicht ausschließlich nur aus Kreolsprachen, wird evaluiert und gemäß Prinzipien der Prosodie aufgenommen. Bilinguale Wörterbücher in verschiedenen Sprachkombinationen sind vorhanden.

## Projektteam
Projektleiter und Gründer der Sprache ist der Psychologe Dmitri Iwanow (russisch Дмитрий Иванов). Die Linguisten Asya Winogradowa (russisch Ася Виноградова) und Jelena Iwanowa (russisch Елена Иванова) unterstützten die Entwicklung von Lidepla in der Anfangsphase. Anastassija Lyssenko (russisch Анастасия Лысенко) trat 2007 der Gruppe bei und wurde die Hauptlinguistin des Projektes.

## Sprachbeschreibung
Der größte Teil des Vokabulars ist, wie in vielen anderen Plansprachenprojekten, lateinischen Ursprungs, weil dieses heute sehr weit verbreitet ist. Bei der Form, in der dieses verwendet wird, orientiert man sich an den Vorbildern von Esperanto und Novial. Eine weitere wichtige Rolle spielt auch das Englische, wobei die Aussprache einerseits vereinfacht, andererseits die Schreibweise der Aussprache angepasst wurde.
Auffallendes Merkmal ist die Einbeziehung eines signifikanten Teils nicht-westlichen Vokabulars (vor allem chinesischen, indischen, arabischen und slawischen Ursprungs). Dies umfasst etwa 20 % des Gesamtvokabulars. Da dieses aber vor allem bei wichtigen Wörtern des alltäglichen Sprachgebrauchs zum Einsatz kommt, wird dieser Anteil wahrscheinlich als deutlich höher empfunden.

### Phonologie
In Lidepla gibt es 17 Basiskonsonanten (b, d, g; p, t, k; w, f; s, ʃ; x; d͡ʒ, d͡z; m, n, r, l) und 3 optionale (v; t͡ʃ; ŋ).
Eine Unterscheidung der Phoneme w — v und d͡ʒ — t͡ʃ ist nicht zwingend erforderlich. Bei gleicher Aussprache kommt es nicht zu Verwechslungen von Wörtern. Das Phonem ŋ wird wie im Deutschen gesprochen.
|             |   |   |   |     |    |    |         |         |     |     |  |  |  |  |
| Nasal       | m | m |   |     | n  | n  |         |         | (ŋ) | (ŋ) |  |  |  |  |
| Plosiv      | p | b |   |     | t  | d  |         |         | k   | ɡ   |  |  |  |  |
| Affrikate   |   |   |   |     | d͡z | d͡z | t͡ʃ / d͡ʒ | t͡ʃ / d͡ʒ |     |     |  |  |  |  |
| Frikativ    | w | w | f | (v) | s  | s  | ʃ       | ʃ       | x   | x   |  |  |  |  |
| Approximant |   |   |   |     | r  | l  |         |         |     |     |  |  |  |  |

Lidepla kennt 5 Vokale (a, e, i, o, u).
|                 | vorne | hinten |
| --------------- | ----- | ------ |
| geschlossen     | i     | u      |
| halbgeschlossen | e     | o      |
| offen           | a     | a      |

### Alphabet und Aussprache
Das Lidepla-Alphabet basiert auf der lateinischen Schrift und enthält 25 Buchstaben.
- c erscheint nur in der Buchstabenkombination ch,
- q wird nicht benutzt,
- y wird wie i gelesen, jedoch niemals betont,
- ch, j, z sind die Affrikate t͡ʃ, d͡ʒ, d͡z: chay – Tee, jan – wissen, zun – sich beschäftigen,
- x wird als gs gelesen (zwischen Vokalen auch als s möglich): examen – Examen,
- die Kombination sh entspricht dem deutschen sch (wie in „Schuh“): shi – zehn,
- die Kombination ng am Ende eines Wortes wird velar nasal gesprochen (ŋ): feng – Wind.

Die Grundregel bei der Betonung lautet: der Vokal vor dem letzten Konsonanten (oder „y“) wird betont: máta (Mutter), família (Familie), akshám (Abend), ruchéy (Bach). Lidepla versucht die Betonung internationaler Wörter beizubehalten. Daher gibt es einige Ausnahmen:
einige Endungen (-um, -us, -er, -en; -ika, -ike, -ula) sind niemals betont,
ein verdoppelter Vokal wird immer betont (wie in adyoo – tschüss).

### Wortschatz
Die meisten Wörter in Lidepla wurden aus internationalen Wörtern lateinischen Ursprungs generiert. Sie stammen hauptsächlich aus den Sprachen Englisch, Russisch, Chinesisch, Arabisch und Hindi. Es gibt keine festgelegten Endungen für verschiedene Wortarten, so dass nahezu jedes Wort problemlos integriert werden kann (die Wörter werden der Lidepla-Phonologie angepasst und behalten nicht die originale Orthographie bei).
Zurzeit (2014) enthält das Lidepla-Wörterbuch ca. 4 000 Einträge mit etwa 10 000 verschiedenen Wörtern. Die Anzahl wächst ständig.
Für die Aufnahme neuer Wörter werden folgende Prinzipien berücksichtigt:
- kurze Wörter ohne komplexe Konsonantenfolgen sind am besten geeignet
- das Wort muss verbreitet und/oder phonetisch vertraut sein für Sprecher verschiedener Nationalsprachen. Z. B. ist das Wort „darba“, Arabischen Ursprungs, ähnlich dem russischen „удар“ ([udar]) und dem chinesischen „da“. Eine gewisse Ähnlichkeit kann zum englischen „strike“ und dem Hindi „prahar“ gesehen werden.

In manchen Fällen klingt ein Lidepla-Satz fast wie ein Satz in einer Nationalsprache:
- „Brata snova dumi om to.“ – Der Bruder denkt wieder darüber nach. (Russisch)
- „Ta bu yao shwo.“ – Er/Sie möchte nicht sprechen. (Chinesisch: Tā bù yào shuō)
- „Way yu go bak?“ – Warum gehst du zurück? (Englisch)
- „Me jan ke mata pri pi chay.“ – Ich weiß, dass Mutter gerne Tee trinkt. (Hindi)
- „Pa sabah me safari.“ – Am Morgen reise ich ab. (Arabisch)

### Grammatik
Die Lidepla-Grammatik basiert auf 3 Regeln.

#### Regel der Zugehörigkeit zu einer Wortklasse
Jedes Lidepla-Wort gehört einer Wortklasse an (Nomen/Substantiv, Verb, Adjektiv, Adverb usw.). Ableitungen werden durch Affixe und Partikeln gebildet:
- lubi (lieben, Verb)
- luba (Liebe, Nomen)
- lubi-she (liebend, Adjektiv)
- lubi-shem (liebend, Adverb)

Für die Wortklassen existieren keine fest vorgegebenen Endungen, jedoch werden bestimmte Endungen bevorzugt. So enden die meisten Verben auf „i“; Verben mit anderen Endungen sind z. B.: jan – wissen, shwo – sprechen.

##### Ableitung
Durch Affixe und Partikeln können neue Wörter gebildet werden. Z. B.:
- somni – schlafen
- en-somni – einschlafen
- somni-ki – schlummern, dösen
- ek-somni-ki – plötzlich einschlummern
- gro-somni – tief schlafen
- mah-somni, somnisi – in den Schlaf wiegen
- somni-she – schlafend [Adj., akt. Partizip]
- somni-shem – schlafend, auf schlafende Weise [Adv.]
- somni-ney – geschlafen [Adj., pass. Partizip]
- somni-nem – geschlafen [Adv.]
- somni-yen – schlafend, während des Schlafens
- somnishil – schläfrig
- somnilok – Schlafplatz
- somninik – Schlafmütze [fig.]

#### Regel der konstanten Form
Die Wortform ändert sich nicht. Spezielle Partikeln drücken grammatische Bedeutung aus, z. B.:
- me lubi – ich liebe
- ela lubi – sie liebt
- yu ve lubi – du wirst lieben
- me wud lubi – ich würde lieben
- lubi ba – liebe!

Die beiden einzigen Ausnahmen sind:
- die Mehrzahl (kitaba – Buch => kitabas – Bücher, flor – Blume => flores – Blumen),
- das Verb „sein“ weist eigene Formen auf: bi (sein) / es (bin, bist, ist, sind, seid) / bin (war, warst, waren, wart).

##### Prinzip der Notwendigkeit
Der Gebrauch spezieller Partikeln oder der Mehrzahl ist optional wenn die Bedeutung durch den Zusammenhang klar ist. Z. B.:
- Yeri me miti ela (Gestern traf ich sie). Manya me miti ela (Morgen werde ich sie treffen).
- Me vidi mucho kinda (Ich sehe viele Kinder). Me vidi kindas (Ich sehe Kinder).

#### Regel der direkten Wortreihenfolge
Die Wortreihenfolge in einem Satz ist normalerweise direkt, d. h. Subjekt – Prädikat – Objekt, das Attribut steht vor dem Nomen, Präpositionen stehen vor der zugehörigen Nomengruppe.
Wenn die Wortreihenfolge geändert wird, wird dies angezeigt durch die Verwendung von speziellen Partikeln, z. B. „den“ (vor dem Objekt). Beispiel: Ela lubi lu (Sie liebt ihn). Den lu ela lubi (Ihn liebt sie).

## Stabilität
Nach der Erstveröffentlichung im Jahre 2006 wurde die Sprache unter Einbeziehung von Mitarbeitern aus mehreren Ländern weiterentwickelt. Als Resultat wurde im Juni 2010 die „Basic Edition of LdP“ veröffentlicht, die als sehr stabil angesehen werden kann. Sie umfasst ein Vokabular von einigen Tausend Wörtern mit Referenz zu Englisch, Russisch und Esperanto (Deutsch im Aufbau). Eine sehr umfangreiche und detaillierte Grammatik mit vielen Beispielen liegt vor.
Derzeit (2014) beteiligen sich mehr als 15 Personen an der Sprache in umfangreichen Maß (d. h. arbeiten an Wortschatz und Grammatik, übersetzen und schreiben Originaltexte, einschließlich Lieder), nicht gezählt diejenigen, die an Diskussionen teilnehmen.
Lidepla wird zur realen Kommunikation eingesetzt, hauptsächlich im Internet (Facebook, Yahoo usw.). Rund 10–15 Personen beherrschen die Sprache, ca. 50 können sie zur Kommunikation einsetzen. Der Austausch findet vorwiegend in einem Kanal des Telegram Messenger statt. Es gibt viele übersetzte Texte, zum Teil auch längere, wie Alice im Wunderland (Lewis Carroll) und Seemann Rutherford unter den Maori (Nikolai Tschukowski, Sohn von Kornei Tschukowski, aus dem Russischen); ebenso einige Märchen und Kurzgeschichten. Es gibt in Lidepla geschriebene/übersetzte und gesungene Lieder, z. B. ein Album des professionellen Musikers Jonny M, sowie Cartoons und Filme mit Untertiteln, z. B. den populären russischen Film Iwan Wassiljewitsch wechselt den Beruf.

## Beispieltext
(Vater unser)
Nuy Patra kel es pa swarga,

hay Yur nam santefai,

hay Yur reging lai,

hay Yur vola fulfil

i pa arda kom pa swarga.

Dai ba a nu nuy pan fo jivi sedey

e pardoni ba a nu nuy deba,

kom nu pardoni toy-las kel debi a nu.

Bye dukti nu inu temta

e protekti nu fon bada.